# Obudno
Obudno – wieś w Polsce położona w województwie kujawsko-pomorskim, w powiecie żnińskim, w gminie Gąsawa.
W latach 1975–1998 miejscowość administracyjnie należała do województwa bydgoskiego. Według Narodowego Spisu Powszechnego (III 2011 r.) liczyła 337 mieszkańców. Jest piątą co do wielkości miejscowością gminy Gąsawa.

## Zabytki
Według rejestru zabytków NID na listę zabytków wpisany jest zespół pałacowy z XIX w., nr rej.: 147/A z 15.06.1983: 
- Pałac w Obudnie
- park.